# Karima Adebibe
Karima Adebibe, även känd som Karima McAdams, (född 14 februari 1985 i Bethnal Green, Borough of Tower Hamlets, London) är en brittisk fotomodell och skådespelare. Adebibe är född i Storbritannien med irländsk, grekcypriotisk och marockansk härkomst och växte delvis upp i Tanger.
Adebibe är mest känd för att mellan 2006 och 2008 varit anlitad av Eidos Interactive som den officiella modellen för dataspelsfiguren Lara Croft, den sjunde i raden, och hon deltog i marknadsföringen av Lara Croft Tomb Raider: Legend och Lara Croft Tomb Raider: Anniversary på mässor och i olika mediaframträdanden. Eidos ersatte Abedibe under 2008, innan lanseringen av Tomb Raider: Underworld, med gymnasten Alison Carroll.
Hon medverkade i en mindre roller i långfilmerna Alien Vs. Predator 2004 och Sherlock Holmes: A Game of Shadows 2011 samt i tv-serierna Vikings i två avsnitt som bysantinska helgonet Kassia och har en av huvudrollerna i Deep State.
Adebibe är tillsammans med rapparen Professor Green, vars barn hon väntar.